# Liste der Ostkirchen
Die Liste der Ostkirchen enthält die vorreformatorischen Kirchen, die nach der endgültigen Teilung des Römischen Reiches im Jahr 395 zu dessen Osthälfte, dem oströmischen Reich gehörten bzw. dort entstanden sind, oder von dort aus durch Mission außerhalb der Reichsgrenzen gegründet wurden. Dazu gehören heute orthodoxe, altorientalische und katholische Kirchen.
Die Liste ist untergliedert nach den Riten, die in den Liturgien dieser Kirchen gebräuchlich sind.

## Byzantinischer Ritus
Die orthodoxen und katholischen Ostkirchen gingen aus der römisch-byzantinischen Reichskirche hervor. Gemeinsam erkennen sie Aussagen der Ökumenischen Konzilien – insbesondere Nicäa 325, Konstantinopel 381 und Chalcedon 451 – an und werden deswegen auch chalzedonische Kirchen genannt.

### Orthodoxe Kirchenfamilie
Die heutigen byzantinisch-orthodoxen (auch griechisch-orthodox) Kirchen sind autokephal. Sie bestehen aus den vier altkirchlichen Patriarchaten – Antiochien, Alexandrien, Jerusalem und Konstantinopel – und etwa fünfzehn Nationalkirchen.

#### Kanonische Orthodoxe Kirchen

Zeitleiste der Aufspaltung der orthodoxen Patriarchate und Kirchen. grün: anerkannte autokephale Kirchen; rot: nicht als autokephal anerkannte Kirchen; violett: Verselbstständigung des frühchristlichen Patriarchats von Rom unter den fünf Patriarchaten zur Römisch-Katholischen Kirche, (Patriarchat von Konstantinopel nach der Kirchenunion von Florenz kurzzeitig mit Rom uniert, auch kurzzeitig bulgarisches Patriarchat von Tarnovo); grau: historischer Status unklar.

Die kanonischen Kirchen stehen in vollständiger Kirchengemeinschaft miteinander. Autokephale Kirchen sind eigenständig, autonome Kirchen haben keine selbstständig eingesetzten Oberhäupter, bei deren Besetzung stehen sie unter dem Mitspracherecht einer anderen Kirche.
Altkirchliche Patriarchate
1. Patriarchat von Antiochien (Rum-Orthodoxe Kirche);
2. Griechisch-Orthodoxes Patriarchat von Alexandria;
3. Ökumenisches Patriarchat von Konstantinopel;
4. Griechisches Patriarchat von Jerusalem.

Autokephale Nationalkirchen
1. Kirche von Zypern, autokephal seit 431;
2. Georgische Orthodoxe Kirche, autokephal seit 487 (Iberien);
3. Bulgarisch-Orthodoxe Kirche, autokephal seit erstmals 927;
4. Serbisch-Orthodoxe Kirche, autokephal seit 1219 (Žiča);
5. Russisch-Orthodoxe Kirche, erstmals autokephal 1589/1590;
6. Kirche von Griechenland, autokephal seit 1833/1850;
7. Rumänisch-Orthodoxe Kirche, autokephal seit 1885;
8. Polnisch-Orthodoxe Kirche, autokephal seit dem 20. Jahrhundert;
9. Autokephale orthodoxe Kirche von Albanien, autokephal seit dem 20. Jahrhundert;
10. Orthodoxe Kirche der Tschechischen Länder und der Slowakei, autokephal seit dem 20. Jahrhundert;
11. Orthodoxe Kirche der Ukraine, autokephal seit 2019;
12. Orthodoxe Kirche in Amerika, Autokephalie nicht allgemein anerkannt.

Autonome Kirchen
1. Orthodoxe Kirche vom Berg Sinai: unter 1000 Gläubige, besteht aus dem Katharinenkloster und ein paar Beduinenfamilien;
2. Estnische Apostolische Orthodoxe Kirche: die Autonomie wird vom Moskauer Patriarchat nicht anerkannt;
3. Orthodoxe Kirche Finnlands;
4. Orthodoxe Kirche in Japan;
5. Russische Orthodoxe Kirche im Ausland;
6. Erzbistum Ohrid;
7. Autonome Kirche von Korea;
8. Ukrainisch-Orthodoxe Kirche Moskauer Patriarchats;
9. Moldauisch-Orthodoxe Kirche in Moldawien;
10. Orthodoxe Kirche Bessarabiens ebenfalls in Moldawien.

#### Kirchen umstrittener Kanonizität
- Abchasisch-Orthodoxe Kirche
- Mazedonisch-Orthodoxe Kirche
- Montenegrinisch-orthodoxe Kirche
- Französisch-Orthodoxe Kirche
- Türkisch-Orthodoxes Patriarchat
- Kroatisch-Orthodoxe Kirche
- Russisch-Orthodoxe Kirche im Exil
- Altorthodoxe Altritualistische Kirche in Rumänien
- Russisch-Orthodoxe Altritualistische Kirche
- Russisch-Altorthodoxe Kirche
- Altorthodoxe
- Belarussische Autokephale Orthodoxe Kirche

### Griechisch-katholische Kirchen
- Albanische griechisch-katholische Kirche
- Bulgarisch-katholische Kirche
- Griechische Griechisch-katholische Kirche
- Italo-albanische Kirche
- Byzantinische Kirche in Kroatien und Serbien
- Mazedonische Griechisch-katholische Kirche
- Melkitische Griechisch-katholische Kirche
- Rumänische griechisch-katholische Kirche
- Russische Griechisch-katholische Kirche
- Ruthenische griechisch-katholische Kirche
- Griechisch-katholische Kirche in der Slowakei
- Ukrainische griechisch-katholische Kirche
- Ungarische griechisch-katholische Kirche
- Belarussische Griechisch-Katholische Kirche

## Altorientalische Riten

### Miaphysitische Kirchen
Die orientalisch-orthodoxen miaphsitischen Kirchen lehnen die im Konzil von Chalcedon (451) festgehaltene Zweinaturenlehre Christi ab und werden daher auch als nicht-chalzedonische Kirchen bezeichnet. Die einzelnen Kirchen gehören zwar verschiedenen Ritenfamilien an, stehen aber in gegenseitiger Kommunion.

#### Alexandrinischer Ritus
- Koptisch-orthodoxe Kirche
- Äthiopisch-Orthodoxe Tewahedo-Kirche
- Eritreisch-Orthodoxe Tewahedo-Kirche

#### Antiochenischer Ritus
- Syrisch-Orthodoxe Kirche von Europa
- Syrisch-Orthodoxe Kirche von Antiochien (Patriarchat von Antiochien)
- Malankara Orthodox-Syrische Kirche

#### Armenischer Ritus
- Armenische Apostolische Kirche
- Katholikat von Kilikien
- Patriarchat von Konstantinopel der Armenischen Apostolischen Kirche
- Patriarchat von Jerusalem der Armenischen Apostolischen Kirche

### Nestorianische Kirchen
- Assyrische Kirche des Ostens
- Alte Kirche des Ostens

### Katholische Ostkirchen altorientalischer Riten

#### Alexandrinischer Ritus
- Koptisch-katholische Kirche
- Äthiopisch-katholische Kirche
- Eritreisch-Katholische Kirche

#### Antiochenischer Ritus
- Syrisch-katholische Kirche
- Maroniten, Dimane (Libanon)
- Syro-malankarische Kirche

#### Armenischer Ritus
- Armenisch-katholische Kirche

#### Chaldäischer Ritus
- Chaldäisch-katholische Kirche
- Syro-malabarische Kirche